# Forlì
Forlì és una ciutat d'Itàlia a la regió de l'Emília-Romanya, província de Forlì-Cesena. L'any 2020 tenia 118.292 habitants. Està situada al peu del Monte Falterone i prop de la costa de la mar Adriàtica. El centre neuràlgic és la piazza Maggiore, d'on surten les carreteres que l'uneixen a Florència, Faenza, Ravenna i Cesena entre d'altres.

## Història

### Període romà
Forum Livii va ser una ciutat de la Gàl·lia Cispadana situada a la via Emília entre Faventia (Faenza) i Caesena (Cesena). La seva fundació s'atribueix generalment al pretor Gai Livi Salinàtor, però això no és segur. No l'esmenten ni Estrabó ni Claudi Ptolemeu, però si Plini el Vell, que diu que tenia rang de municipi. Els Itineraris la situen correctament, a 13.000 passes de Caesena i a 10.000 de Faventia.

### Alta edat mitjana
L'any 412 es van casar a la ciutat Gal·la Placídia, germana d'Honori, amb el rei got Ataülf. Després va caure sota el domini dels ostrogots i dels longobards que se la disputaven amb l'Imperi Romà d'Orient. El 756 els llombards, derrotats per Pipí, la van cedir al Papa. Al segle xi (1162) la ciutat va elegir cònsols i després al podestà i es va establir el Comú lliure. Forlì era generalment gibel·lina mentre les veïnes Faenza i Bolonya eren dels güelfs.

### Baixa edat mitjana
A finals del segle xiii els Ordelaffi es van imposar al Orgogliosi i van arribar al poder amb Teobald I Ordelaffi, i després amb el seu fill Scarpetta Ordelaffi la senyoria. Dante Alighieri va ser a la ciutat com a refugiat polític. Els Ordelaffi van mantenir el poder amb algunes interrupcions fins al 1480. Extinta la nissaga el Papa va assolir el domini de Forlì que li pertocava i va donar la ciutat al seu nebot Gerolamo Riario, casat amb Caterina Sforza. A la mort del Papa, Gerolamo, mancat de suport polític, va morir en una conjura el 1488 i el va succeir el seu fill Octavià Riario però l'estat va quedar sota la direcció de Caterina Sforza que la va defensar fins que el 1499 la va ocupar Cèsar Borja (Valentino), suposadament nebot del Papa Alexandre VI. El 1503 els Ordelaffi van recuperar breument el poder però la ciutat va tornar al Papa, que llavors era Juli II della Rovere. En aquest període van néixer a la ciutat personatges destacats: Melozzo degli Ambrogi (pintor), Marco Palmezzano (pintor), Sebastiano Menzocchi (pintor), Pace Bombace (arquitecte), Romanello da Forlì (condottieri), i Giovanni delle Bande Nere (fill de Caterina Sforza i de Joan de Medici).

### Segles XVI a XVIII
En el segle xvi i xvii es van fer importants construccions: el Macello Comunale, l'ospedale "Casa di Dio" a Borgo Cotogni, la Porta Pia i la Porta di Schiavonia. Del segle xviii són el Corso della Repubblica i la via (carrer) Giorgio Regnoli. Molts d'aquests edificis van ser obra de l'arquitecte Luigi Mirri, que tenia l'ajut del pintor Felice Giani.
Algunes famílies van exercir de mecenes i això va portar a la ciutat al gran pintor Antonio Canova, que va deixar el monument fúnebre dedicar a Domenico Manzoni a l'església de la Santíssima Trinitat, i la cèlebre Hebe, conservada encara a la Pinacoteca comunal.

### Seglexix
Després d'una breu ocupació francesa el 1796, els soldats francesos van entrar a la ciutat el 4 de febrer de 1797 i la van incloure a la República Cispadana; el 1799 Àustria la va ocupar, però el 1800, va retornar als francesos, que la van incorporar a la República Cisalpina territori que el 1802 es va convertir en república napoleònica italiana i el 1805 en el Regne d'Itàlia. Els austríacs van tornar el 1814 i el 1815 el Congrés de Viena en va reconèixer la possessió al Papa. El Duomo (catedral) es va reobrir. La ciutat va participar en els motins del febrer de 1831 sufocats al cap d'un mes. Un dels dirigents patriotes lliberals de l'època va ser Piero Maroncelli, nascut a Forlì el 1795, que va passar per les presons austríaques i va morir a l'exili a Nova York el 1846. El 1859 va proclamar la seva unió al Regne de Sardenya ratificada per referèndum el 1860.

### Època moderna
El 1889 els republicans van guanyar l'administració municipal i la van conservar fins al 1924 quan el feixisme instal·lat el 1922 va derivar en una dictadura. L'any 1905 es van derruir les muralles i la ciutat es va expandir i es va construir la via del tren i altres palaus. Forlì s'anomenava la «città del Duce» perquè Benito Mussolini va néixer a la rodalia. L'estructura de la ciutat es va canviar a partir de l'ampliació de la Piazza Saffi. El primer projecte regulador de la ciutat es va dictaminar l'any 1931; el complex de Piazzale della Vittoria, el clàssic representant de l'arquitectura feixista, va ser obra de Cesare Bazzani (arquitecte) i de l'escultor Bernardini Bonifava; altres edificis de l'època són el Collegio areonautico (avui Istituto Magistrale, Liceo Classico i Scuole medie) amb una gran estàtua d'Ícar, i l'ampli vial de la Libertà. La família Mussolini va tenir la seva residència a Villa Carpena, als afores de la vila.
Els americans la van bombardejar l'any 1944, i van destruir l'església de San Mercuriale i també els barris Saffi i Mazzini i l'església de San Biagio (amb un fresc de Melozzo). Després de la guerra no ha parat de créixer.

### Llista de senyors de Forlì
- Teobald I Ordelaffi, cap dels gibel·lins vers 1300
- Scarpetta Ordelaffi 1295-1315 (vicari des del 1302)
- Pino I Ordelaffi senyor a Bertinoro 1306-1310
- Francesc I Ordelaffi 1315-1331
- Al Papa 1331-1333
- Francesc II Ordelaffi 1333-1359
- al Papa 1359-1376
- Sinibald I Ordelaffi 1376-1385
- Pino II Ordelaffi 1385-1402
- Francesc III Ordelaffi 1402-1405
- Comuna 1405-1411
- Jordi Ordelaffi 1411-1423
- Teobald II Ordelaffi 1423-1424
- A Milà (Felip Maria Visconti) 1424-1426
- Al Papa 1426-1433
- Antoni I Ordelaffi 1433-1436
- Al Papa 1436-1438
- Antoni I (segona vegada) 1438-1448
- Francesc IV Ordelaffi 1448-1466
- Pino III Ordelaffi 1466-1480
- Sinibald II Ordelaffi 1480
- Francesc V Ordelaffi 1480
- Gerolamo Riario (senyor a Imola des del 1474 al 1488) 1480-1488
- Octavià Riario (també a Imola) 1488-1499
- Cèsar Borja 1499-1503
- Antoni II Ordelaffi 1503-1504
- Al Papa 1504-1797.